# Boys with Emotions
Boys with Emotions è un singolo del cantante svedese Felix Sandman, pubblicato il 1º febbraio 2020 sulle etichette discografiche Artist House e TEN Music Group. Il brano è scritto dallo stesso cantante con Tony Ferrari, Parker James, Peter Thomas, Philip Bentley e Nicki Adamsson, ed è prodotto da quest'ultimo insieme a Anderss Hansson.
Con Boys with Emotions il cantante ha preso parte a Melodifestivalen 2020, la competizione canora svedese utilizzata come processo di selezione per l'Eurovision Song Contest 2020. Pur non essendosi qualificato direttamente per la finale, il brano ha vinto il suo duello nella fase dei ripescaggi (Andra Chansen), ottenendo così accesso alla finale del 7 marzo, dove si è classificato al 7º posto su 12 partecipanti con 67 punti totalizzati.

## Tracce
Download digitale
1. Boys with Emotions – 2:44

Download digitale (versione acustica)
1. Boys with Emotions (versione acustica) – 3:00

Download digitale (EP remix)
1. Boys with Emotions (James Carter Remix) – 2:46
2. Boys with Emotions (Nevada Remix) – 3:23
3. Boys with Emotions (Eskil Larsson Remix) – 2:53
4. Boys with Emotions – 2:44

## Classifiche
| Classifica (2020) | Posizione massima |
| ----------------- | ----------------- |
| Svezia            | 16                |